# Fredede bygninger i Ringsted Kommune
Denne liste over fredede bygninger i Ringsted Kommune viser alle fredede bygninger i Ringsted Kommune, bortset fra kirker. Listen bygger på data fra Kulturarvsstyrelsen.
| Sagsnavn                                   | Komplekstype              | Opførelsesår | Adresse                                | Koordinater                                   | Fredningsår (1. fredning) | ID (Link til Kulturarv.dk) | Billede     |
| ------------------------------------------ | ------------------------- | ------------ | -------------------------------------- | --------------------------------------------- | ------------------------- | -------------------------- | ----------- |
| Den tidl. Klokkerbolig                     | Enfamiliehus              | 1800         | Valsømaglevej 134, 4174 Jystrup Midtsj | 55°31′16″N 11°50′03″Ø / 55.52107°N 11.83417°Ø |                           | 329-4333-1                 | Upload foto |
| Den tidl. Klokkerbolig                     | Udhus                     |              | Valsømaglevej 134, 4174 Jystrup Midtsj | 55°31′16″N 11°50′03″Ø / 55.52107°N 11.83417°Ø |                           | 329-4333-2                 | Upload foto |
| Det Mahlerske Hus                          | Enfamiliehus              | 1750         | Sct Bendtsgade 5, 4100 Ringsted        | 55°26′45″N 11°47′11″Ø / 55.44590°N 11.78635°Ø |                           | 329-61213-1                | Upload foto |
| Laurentziuslund                            | Stuehus til jagtvæsen, dr | 1877         | Skjoldenæsvej 136, 4174 Jystrup Midtsj | 55°32′43″N 11°51′54″Ø / 55.54531°N 11.86501°Ø |                           | 329-3930-25                | Upload foto |
| Laurentziuslund                            | Stald til fasanopdræt     | 1877         | Skjoldenæsvej 136, 4174 Jystrup Midtsj | 55°32′43″N 11°51′54″Ø / 55.54531°N 11.86501°Ø |                           | 329-3930-26                | Upload foto |
| Laurentziuslund                            | Stald til fasanopdræt     | 1877         | Skjoldenæsvej 136, 4174 Jystrup Midtsj | 55°32′43″N 11°51′54″Ø / 55.54531°N 11.86501°Ø |                           | 329-3930-27                | Upload foto |
| Laurentziuslund                            | Stald til fasanopdræt     | 1877         | Skjoldenæsvej 136, 4174 Jystrup Midtsj | 55°32′43″N 11°51′54″Ø / 55.54531°N 11.86501°Ø |                           | 329-3930-28                | Upload foto |
| Ringsted Rådhus                            | Rådhus                    | 1937         | Sct Bendtsgade 1, 4100 Ringsted        | 55°26′45″N 11°47′17″Ø / 55.44571°N 11.78795°Ø |                           | 329-61191-1                | Upload foto |
| Sigerstedvej 109                           | Enfamiliehus              | 1827         | Sigerstedvej 109, 4100 Ringsted        | 55°24′45″N 11°44′05″Ø / 55.41243°N 11.73464°Ø |                           | 329-89665-1                | Upload foto |
| Skjoldenæsholm                             | Herregård, hovedhus       | 1767         | Skjoldenæsvej 106, 4174 Jystrup Midtsj | 55°32′08″N 11°51′11″Ø / 55.53545°N 11.85299°Ø |                           | 329-64794-3                | Upload foto |
| Skjoldenæsholm                             | Herregård sidefløj/hovedh | 1767         | Skjoldenæsvej 106, 4174 Jystrup Midtsj | 55°32′08″N 11°51′11″Ø / 55.53545°N 11.85299°Ø |                           | 329-64794-4                | Upload foto |
| Skjoldenæsholm                             | Herregård sidefløj/hovedh | 1767         | Skjoldenæsvej 106, 4174 Jystrup Midtsj | 55°32′08″N 11°51′11″Ø / 55.53545°N 11.85299°Ø |                           | 329-64794-5                | Upload foto |
| Skjoldenæsholm                             | Ældste del på hovedhus    | 1667         | Skjoldenæsvej 106, 4174 Jystrup Midtsj | 55°32′08″N 11°51′11″Ø / 55.53545°N 11.85299°Ø |                           | 329-64794-6                | Upload foto |
| Vigersted Kirkelade (Vigersted Tiendelade) | Beboelse                  | 1800         | Vigersted Bygade 33, 4100 Ringsted     | 55°28′55″N 11°53′10″Ø / 55.48199°N 11.88603°Ø |                           | 329-77365-1                | Upload foto |